# Rita Mikalajevna Acskina
Rita Mikalajevna Acskina, belaruszul: Рыта Мікалаеўна Ачкіна, oroszul: Рита Николаевна Ачкина (Mogiljov, 1938. február 1. –) olimpiai bronzérmes és világbajnok szovjet válogatott fehérorosz sífutó.

## Pályafutása
A CSZKA Moszkva versenyzője volt. Az 1964-es innsbrucki téli olimpián 5 km-es távon a 10. helyen végzett. 1965-ben megnyerte az 5 km-t, 10 km-t és váltót is a szovjet bajnokságon. 1966-os oslói világbajnokságon 5 km-en bronz-, váltóban aranyérmet nyert.
Utolsó nemzetközi versenyén, az 1968-as grenoble-i téli olimpián 3 × 5 km-es váltóban bronzérmet szerzett társaival: Alevtyina Kolcsinával és Galina Kulakovával. Visszavonulása után általános iskolai tanárként dolgozott.

## Sikerei, díjai
- Olimpiai játékok
  - bronzérmes: 1968, Grenoble – 3 × 5 km váltó
- Világbajnokság
  - aranyérmes: 1966, Oslo – 3 × 5 km váltó
  - bronzérmes: 1966, Oslo – 5 km
- Szovjet bajnokság
  - bajnok (3): 1965 (5 km, 10 km, váltó)